# Henry Ainley
Henry Hinchliffe Ainley, född 21 augusti 1879 och död 31 oktober 1945, var en engelsk skådespelare.

## Biografi
Ainley, som från 1900 varit anställd vid olika teatrar i London, ansågs av Gunnar Klintberg som en av Englands högst siktande och finast stämda skådespelare. Bland hans roller märks Orestes i Elektra, och Hippolytos (Euripides), Leontes i En vintersaga, Prospero i Stormen, Marcus Antonius i Julius Cæsar, Shylock i Köpmannen i Venedig, Faust, Nils Lykke i Fru Inger till Östråt och Oliver Cromwell (Drinkwater).